# Le Déménagement (film)
Pour les articles homonymes, voir Le Déménagement.
Pour plus de détails, voir Fiche technique et Distribution.
Le Déménagement est un film français réalisé par Olivier Doran, sorti en 1997.

## Synopsis
Alain, jeune écrivain, a abandonné son travail dans une maison d'édition pour aller écrire une sitcom à la télévision, moyennant de confortables émoluments. Il a aussi décidé de quitter son appartement pour s'installer avec Tina, qui attend leur deuxième enfant, dans une maison cossue en banlieue. Mais le jour du déménagement, lâché par l'équipe de fortune qu'il avait recrutée, Alain est contraint de battre le rappel de ses meilleurs copains : Jean, avocat, Sam, journaliste et sa femme Claire, avec laquelle il est en instance de divorce, Léa, productrice sexy, et Franck, réalisateur de documentaires fébrile et tire-au-flanc. La journée s'annonce mouvementée.

## Fiche technique
- Titre : Le Déménagement
- Réalisateur : Olivier Doran
- Scénario : Olivier Doran, Pierre Amzallag et Didier Sidbon
- Musique : Pascal Jambry
- Photographie : William Watterlot
- Montage : Emmanuelle Baude
- Société de production : Gaumont, France 2 Cinéma et Canal+
- Société de distribution : Gaumont Buena Vista International (France)
- Pays :  France
- Genre :  comédie
- Durée : 90 minutes
- Dates de sortie : 18 juin 1997 (France)

## Distribution
- Dany Boon : Alain Keller (crédité « DANYBOON » au générique)
- Emmanuelle Devos : Tina Keller
- Sami Bouajila : Jean
- Marine Delterme : Léa
- Dieudonné : Sam
- Serge Hazanavicius : Franck
- Agnès Jaoui : Claire
- Olivier Loustau : Douglas
- François Cluzet : Claude
- Julie Mussard : Louise
- Anouk Ferjac : Mme Keller, la maman d'Alain
- Didier Sidbon : Le chef des Roumains
- Eric Frachet : Le Roumain rasé
- Jean-Christophe Herbeth : Le Roumain costaud
- Paul Pavel : Le vieux Roumain
- Catherine Almeras : La concierge
- Brigitte Auber : Blanche & Rose Colomb